# 仙蒂·歌羅馥
仙西雅·安·“仙蒂”·歌羅馥（英語：Cynthia Ann "Cindy" Crawford，1966年2月20日—），美國超級名模，曾是維多利亞的秘密（Victoria's Secret）的模特兒。西北大學化學系肄業。育有1子1女，包括同是模特儿的女兒凱婭·格伯。
2016年初，仙蒂·歌羅馥正式結束了34年（1987年入行）模特兒生涯，她在過去拍攝廣告、封面女郎等有貢獻，唯一最不理想的是電影事業。